# Guldpucken
Il Guldpucken (letteralmente «Paleo d'oro») è un premio che viene annualmente assegnato al miglior giocatore di hockey su ghiaccio svedese dell'anno.

## Storia
Di norma viene assegnato a un hockeista della Svenska Hockeyligan, la massima serie svedese, ma dal 2014 è assegnato anche a giocatori della National Hockey League. Non va confuso con il Guldhjälmen, il premio destinato all'MVP della stagione, che è assegnato da una votazione dei giocatori stessi. Solo quattro atleti hanno vinto questo premio più di una volta: Anders Andersson, Leif Holmqvist, Peter Forsberg e Erik Karlsson, tutti e quattro con due assegnazioni.

## Lista dei vincitori
| Stagione | Vincitore            | Squadra               | Ruolo | Vittoria # |
| -------- | -------------------- | --------------------- | ----- | ---------- |
| 1955–56  | Åke Lassas           | Leksands IF           |       | 1          |
| 1956–57  | Hans Öberg           | Gävle Godtemplares IK |       | 1          |
| 1957–58  | Hans Svedberg        | Skellefteå AIK        |       | 1          |
| 1958–59  | Roland Stoltz        | Djurgårdens IF        | D     | 1          |
| 1959–60  | Ronald Pettersson    | Södertälje SK         | RW    | 1          |
| 1960–61  | Anders Andersson     | Skellefteå AIK        | C     | 1          |
| 1961–62  | Anders Andersson     | Skellefteå AIK        | C     | 2          |
| 1962–63  | Ulf Sterner          | Västra Frölunda IF    | RW    | 1          |
| 1963–64  | Nils Johansson       | Alfredshems IK        | -     | 1          |
| 1964–65  | Gert Blomé           | Västra Frölunda IF    | D     | 1          |
| 1965–66  | Nils Nilsson         | Leksands IF           | C     | 1          |
| 1966–67  | Bert-Ola Nordlander  | AIK                   |       | 1          |
| 1967–68  | Leif Holmqvist       | AIK                   | G     | 1          |
| 1968–69  | Lars-Erik Sjöberg    | Leksands IF           | D     | 1          |
| 1969–70  | Leif Holmqvist       | AIK                   | G     | 2          |
| 1970–71  | Håkan Wickberg       | Brynäs IF             |       | 1          |
| 1971–72  | William Löfqvist     | Brynäs IF             |       | 1          |
| 1972–73  | Thommy Abrahamsson   | Leksands IF           | D     | 1          |
| 1973–74  | Christer Abrahamsson | Leksands IF           | G     | 1          |
| 1974–75  | Stig Östling         | Brynäs IF             |       | 1          |
| 1975–76  | Mats Waltin          | Södertälje SK         |       | 1          |
| 1976–77  | Kent-Erik Andersson  | Färjestads BK         | RW    | 1          |
| 1977–78  | Rolf Edberg          | AIK                   | C     | 1          |
| 1978–79  | Anders Kallur        | Djurgårdens IF        | W     | 1          |
| 1979–80  | Mats Näslund         | Brynäs IF             | LW    | 1          |
| 1980–81  | Peter Lindmark       | Timrå IK              | G     | 1          |
| 1981–82  | Patrik Sundström     | IF Björklöven         | C     | 1          |
| 1982–83  | Håkan Loob           | Färjestads BK         | RW    | 1          |
| 1983–84  | Per-Erik Eklund      | AIK                   | C     | 1          |
| 1984–85  | Anders Eldebrink     | Södertälje SK         | D     | 1          |
| 1985–86  | Tommy Samuelsson     | Färjestads BK         | D     | 1          |
| 1986–87  | Håkan Södergren      | Djurgårdens IF        | LW    | 1          |
| 1987–88  | Bo Berglund          | AIK                   | F     | 1          |
| 1988–89  | Kent Nilsson         | Djurgårdens IF        | C     | 1          |
| 1989–90  | Rolf Ridderwall      | Djurgårdens IF        | G     | 1          |
| 1990–91  | Thomas Rundqvist     | Färjestads BK         | F     | 1          |
| 1991–92  | Tommy Sjödin         | Brynäs IF             | D     | 1          |
| 1992–93  | Peter Forsberg       | MoDo Hockey           | C     | 1          |
| 1993–94  | Peter Forsberg       | MoDo Hockey           | C     | 2          |
| 1994–95  | Tomas Jonsson        | Leksands IF           | D     | 1          |
| 1995–96  | Jonas Bergkvist      | Leksands IF           | RW    | 1          |
| 1996–97  | Jörgen Jönsson       | Färjestads BK         | C     | 1          |
| 1997–98  | Ulf Dahlén           | HV71                  | RW    | 1          |
| 1998–99  | Daniel Sedin         | Modo Hockey           | LW    | 1          |
| 1998–99  | Henrik Sedin         | Modo Hockey           | C     | 1          |
| 1999–00  | Mikael Johansson     | Djurgårdens IF        |       | 1          |
| 2000–01  | Mikael Renberg       | Luleå HF              | RW    | 1          |
| 2001–02  | Henrik Zetterberg    | Timrå IK              | C     | 1          |
| 2002–03  | Niklas Andersson     | Västra Frölunda HC    | LW    | 1          |
| 2003–04  | Johan Davidsson      | HV71                  | C     | 1          |
| 2004–05  | Henrik Lundqvist     | Frölunda HC           | G     | 1          |
| 2005–06  | Kenny Jönsson        | Rögle BK              | D     | 1          |
| 2006–07  | Per Svartvadet       | MODO Hockey           | C     | 1          |
| 2007–08  | Stefan Liv           | HV71                  | G     | 1          |
| 2008–09  | Jonas Gustavsson     | Färjestads BK         | G     | 1          |
| 2009–10  | Magnus Johansson     | Linköpings HC         | D     | 1          |
| 2010–11  | Viktor Fasth         | AIK                   | G     | 1          |
| 2011–12  | Jakob Silfverberg    | Brynäs IF             | LW    | 1          |
| 2012–13  | Jimmie Ericsson      | Skellefteå AIK        | LW    | 1          |
| 2013–14  | Joakim Lindström     | Skellefteå AIK        | C     | 1          |
| 2014–15  | Victor Hedman        | Tampa Bay Lightning   | D     | 1          |
| 2014–15  | Victor Hedman        | Tampa Bay Lightning   | D     | 1          |
| 2015–16  | Erik Karlsson        | Ottawa Senators       | D     | 1          |
| 2016–17  | Erik Karlsson        | Ottawa Senators       | D     | 2          |

Evidenziati in azzurro i giocatori ancora in attività.